# La Pareja
La Pareja es un pueblo ubicado en el distrito de San Juan de Bigote que conforma la provincia de Morropón, en el departamento de Piura, al norte del Perú.

## Ubicación
La Pareja se encuentra dentro del distrito de San Juan de Bigote, ubicada cerca al pueblo de Bigote, y cerca de los poblados de La Quemazón, Dotor, Palo Negro y Barrios Bajo. A su vez, se encuentra cerca al río Bigote.

## Demografía
En el 2017 tenía una población de 1382 habitantes según el INEI.
| Gráfica de evolución demográfica de La Pareja entre 1993 y 2017 |
|                                                                 |
| Fuentes: Población 1993 y 2017                                  |